# Gerena (Sevilla)
Gerena ist eine Gemeinde und ein Dorf in der Provinz Sevilla in Spanien mit 7.923 Einwohnern (Stand: 2024). Sie liegt in der Comarca Sierra Norte in Andalusien 25 km nordwestlich der Provinzhauptstadt Sevilla und 10 km nördlich von Olivares.

## Geografie
Der Fluss Guadiamar fließt durch die Gemeinde. Gerena grenzt an Aznalcóllar, El Castillo de las Guardas, El Garrobo, Guillena, Olivares, Salteras und Sanlúcar la Mayor.

## Geschichte
Es gibt in der Gemeinde Überreste aus der römischen Zeit. Dazu zählen Wandgemälde, Überreste von Thermen und Silos, Mosaike, Keramik, eine Brücke über den Río Guadiamar und ein Aquädukt, welches Wasser aus Italien transportierte. In der Zeit von Al-Andalus wurde der Ort von den Arabern Gerea genannt.

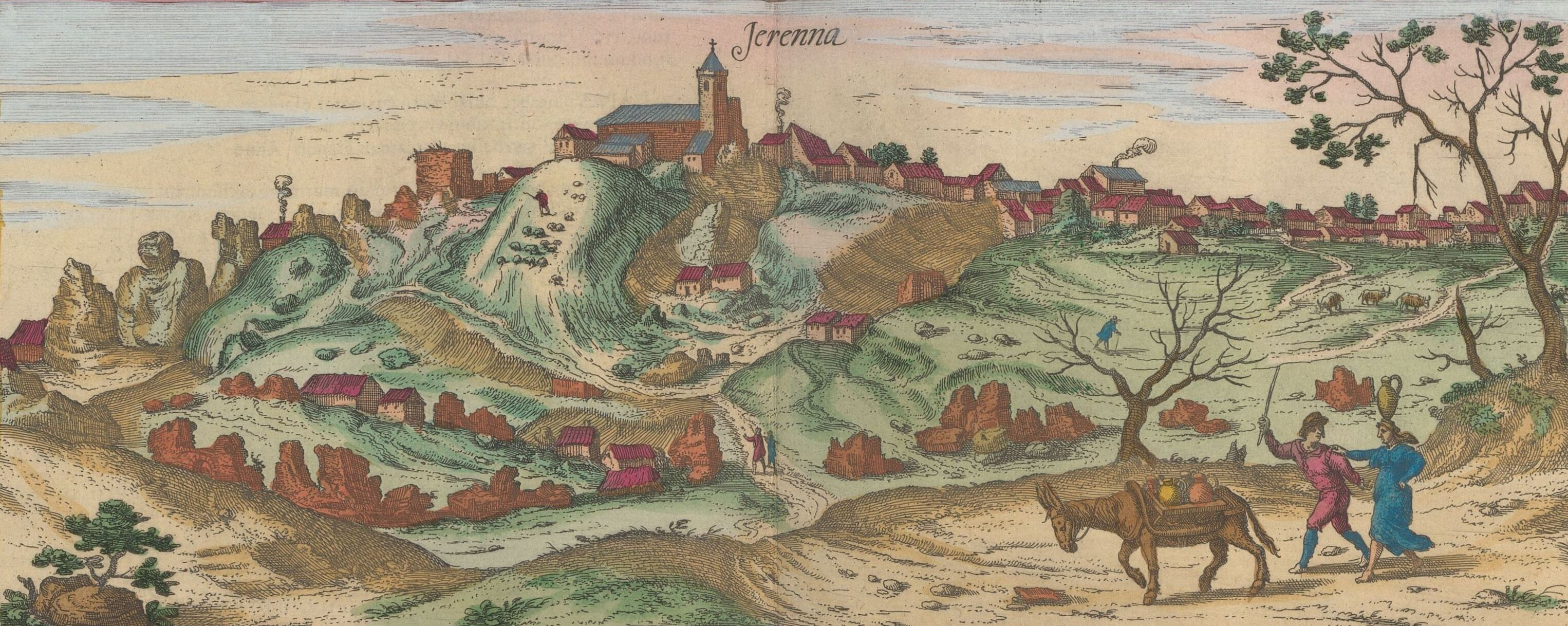
Ansicht von Gerena im Jahr 1565

## Partnerstädte
- Visciano, Italien
- Wajay, Kuba